# Persone di nome Nicolas/Calciatori
| Questa pagina contiene informazioni ricavate automaticamente dalle voci biografiche con l'ausilio del template Bio e di un bot. L'aggiornamento è periodico e automatico e ricostruisce completamente la pagina. Se manca una persona in questa lista, sei pregato di non aggiungerla, ma accertati piuttosto che la sua voce biografica contenga il template Bio e che i dati anagrafici siano correttamente compilati. Se il template Bio manca, inseriscilo tu stesso o, in alternativa, metti l'avviso {{tmp\|Bio}} che ne segnala la mancanza. Se i dati riportati sono sbagliati, correggi direttamente la voce biografica; le modifiche saranno visibili in questa lista entro pochi giorni. Per chiarimenti vedi il progetto antroponimi. La lista contiene solo le 81 persone che sono citate nell'enciclopedia e per le quali è stato implementato correttamente il template Bio. Pagina aggiornata al 22 lug 2025. |

Questa è una lista di persone presenti nell'enciclopedia che hanno il nome Nicolas e sono calciatori.

## A(3)
- Nicolas Alnoudji, ex calciatore camerunese (Garoua, n. 1979)
- Nick Ansell, calciatore australiano (Melbourne, n. 1994)
- Nicolas Andrade, calciatore brasiliano (Colorado do Oeste, n. 1988)

## B(7)
- Nicolas Basin, ex calciatore francese (Forbach, n. 1998)
- Nicolas Beney, ex calciatore svizzero (Sion, n. 1980)
- Nicolas Benezet, calciatore francese (Montpellier, n. 1991)
- Nicolas Binder, calciatore austriaco (Vienna, n. 2002)
- Nicolas Birtz, calciatore lussemburghese (Esch-sur-Alzette, n. 1922 - Dudelange, † 2006)
- Nicolas Bonnal, ex calciatore francese (Saint-Priest, n. 1976)
- Nicolas Bürgy, calciatore svizzero (Belp, n. 1995)

## C(2)
- Nicolas Ceolin, ex calciatore brasiliano (Passo Fundo, n. 1986)
- Nicolas Cozza, calciatore francese (Ganges, n. 1999)

## D(7)
- Nick De Santis, ex calciatore, allenatore di calcio e dirigente sportivo canadese (Montréal, n. 1967)
- Nicolas Dewalque, ex calciatore belga (Riemst, n. 1945)
- Nicolas Dieuze, ex calciatore francese (Albi, n. 1979)
- Nicolas Diguiny, calciatore francese (Saint-Germain-en-Laye, n. 1988)
- Nicolas Dikoumé, ex calciatore camerunese (Yaoundé, n. 1973)
- Nicolas Douchez, ex calciatore francese (Rosny-sous-Bois, n. 1980)
- Nicolas de Préville, calciatore francese (Chambray-lès-Tours, n. 1991)

## F(4)
- Nicolas Farina, ex calciatore francese (Metz, n. 1986)
- Nicolas Fauvergue, ex calciatore francese (Béthune, n. 1984)
- Nicolas Florentin, ex calciatore francese (Pont-à-Mousson, n. 1978)
- Nicolas Frey, ex calciatore francese (Thonon-les-Bains, n. 1984)

## G(8)
- Nicolas Galazzi, calciatore italiano (Pavia, n. 2000)
- Nicolas Gavory, calciatore francese (Beauvais, n. 1995)
- Nicolas Giacopetti, calciatore sammarinese (n. 2006)
- Nicolas Giani, calciatore italiano (Como, n. 1986)
- Nicolas Gillet, ex calciatore francese (Brétigny-sur-Orge, n. 1976)
- Nicolas Godemèche, ex calciatore francese (Marsiglia, n. 1984)
- Nicolas Goussé, ex calciatore francese (Thouars, n. 1976)
- Nicolas Gétaz, calciatore svizzero (Yverdon-les-Bains, n. 1991)

## H(6)
- Nicolas Haas, calciatore svizzero (Sursee, n. 1996)
- Nicolas Hasler, calciatore liechtensteinese (Vaduz, n. 1991)
- Nicolás Hernández, ex calciatore argentino (Buenos Aires, n. 1979)
- Nicolas Hoydonckx, calciatore belga (Zolder, n. 1900 - Hasselt, † 1985)
- Nicolas Hunziker, ex calciatore svizzero (Büsserach, n. 1996)
- Nicolas Höfler, calciatore tedesco (Überlingen, n. 1990)

## I(1)
- Nicolas Isimat-Mirin, calciatore francese (Meudon, n. 1991)

## J(2)
- Nicolas Jackson, calciatore senegalese (Banjul, n. 2001)
- Nicolas Janvier, calciatore francese (Saint-Malo, n. 1998)

## K(3)
- Nicolas Kettel, calciatore lussemburghese (Dudelange, n. 1925 - Lussemburgo, † 1960)
- Nicky Kirsch, calciatore lussemburghese (Lussemburgo, n. 1901 - Lussemburgo, † 1983)
- Nicolas Kristof, calciatore tedesco (Heidelberg, n. 1999)

## L(3)
- Nicolas Lemaître, calciatore francese (Reims, n. 1997)
- Nicolas Laspalles, ex calciatore francese (Montargis, n. 1971)
- Nicholas Lüchinger, ex calciatore svizzero (Oberriet, n. 1994)

## M(7)
- Nicolas Madsen, calciatore danese (Odense, n. 2000)
- Nicolas Marazzi, ex calciatore svizzero (n. 1981)
- Nicolas Marin, ex calciatore francese (Marsiglia, n. 1980)
- Nicolas Maurice-Belay, ex calciatore francese (Sucy-en-Brie, n. 1985)
- Nicolas Milanović, calciatore australiano (Penrith, n. 2001)
- Nicolas Careca, calciatore brasiliano (Brasilia, n. 1997)
- Moumi Ngamaleu, calciatore camerunese (Yaoundé, n. 1994)

## N(1)
- Nicolas Nkoulou, calciatore camerunese (Yaoundé, n. 1990)

## O(1)
- Nicolas Ouédec, ex calciatore francese (Lorient, n. 1971)

## P(10)
- Nicolas Pallois, calciatore francese (Elbeuf, n. 1987)
- Nicolás Palma, calciatore argentino
- Nicolas Pauly, calciatore lussemburghese (Dudelange, n. 1919 - Dudelange, † 1981)
- Nicolas Pays, calciatore francese (Le Puy-en-Velay, n. 2003)
- Nicolas Penner, calciatore ceco (České Budějovice, n. 2001)
- Nicolas Penneteau, ex calciatore francese (Marsiglia, n. 1981)
- Nicolas Pépé, calciatore ivoriano (Mantes-la-Jolie, n. 1995)
- Nicolas Perez, calciatore francese (Marsiglia, n. 1990)
- Nicolas Plestan, ex calciatore francese (Nizza, n. 1981)
- Nicolas Puydebois, ex calciatore francese (Bron, n. 1981)

## R(3)
- Nicolas Raskin, calciatore belga (Liegi, n. 2001)
- Nicolás Riccardi, calciatore uruguaiano (Montevideo, n. 1911 - Montevideo, † 1997)
- Nicolas Rommens, calciatore belga (Lier, n. 1994)

## S(6)
- Nicolas Saint-Ruf, calciatore francese (Rouen, n. 1992)
- Nicolas Savinaud, ex calciatore francese (Fontenay-le-Comte, n. 1975)
- Nicolas Schindelholz, calciatore svizzero (Binningen, n. 1988 - Binningen, † 2022)
- Nicolas Schmid, calciatore austriaco (Linz, n. 1997)
- Nicolas Seiwald, calciatore austriaco (Kuchl, n. 2001)
- Nicolas Stettler, calciatore svizzero (n. 1996)

## V(3)
- Nicolas Verdier, ex calciatore francese (Nizza, n. 1987)
- Nicolas Vichiatto da Silva, calciatore brasiliano (Arapongas, n. 1997)
- Nicolas Vouilloz, calciatore svizzero (Chêne-Bougeries, n. 2001)

## W(1)
- Nicolas Wimmer, calciatore austriaco (n. 1995)

## Z(1)
- Nicolas Zaïre, calciatore francese (Le Marin, n. 1986)

## Š(2)
- Nicolas Šumský, calciatore ceco (Mýto, n. 1993)
- Nicolas Šikula, calciatore slovacco (n. 2003)